# Galápagos (prowincja)
Prowincja Galápagos – jedna z 24 prowincji w Ekwadorze. Obejmuje swoim obszarem archipelag wysp Galapagos, położony na Oceanie Spokojnym ok. 1000 km na zachód od części kontynentalnej państwa.
Prowincja podzielona jest na 3 kantony:
1. Isabela
2. San Cristóbal
3. Santa Cruz